# Panienka z Tacny
Panienka z Tacny (hiszp. La señorita de Tacna) – sztuka teatralna w dwóch aktach, autorstwa współczesnego peruwiańskiego pisarza Mario Vargasa Llosy.
Jej polska premiera miała miejsca w dniu 26 maja 2000 r. w Teatrze na Woli im. Tadeusza Łomnickiego w Warszawie.
Scena dzieli się na dwie części, reprezentujące dwa światy: realny i fikcyjny, będący imaginacją pisarza Belisaria. Zamierza on napisać książkę, opowiadającą o miłości Mamaé (tytułowa panienka z miasta Tacny) i Joaquina - chilijskiego oficera.